# Coupe du président de l'AFC 2007
Navigation
Édition précédente Édition suivante
La Coupe du président de l'AFC 2007 est la troisième édition de la Coupe du président de l'AFC, la compétition mise en place par l'AFC pour les meilleures équipes des pays classés comme émergents par la confédération asiatique, la troisième et dernière catégorie des nations asiatiques.
Les clubs participants sont les vainqueurs de leur championnat national et viennent de huit pays : Bhoutan, Cambodge, Kirghizistan, Népal, Pakistan, Sri Lanka, Tadjikistan et Taiwan. Six des huit équipes engagées ont déjà participé à la compétition la saison précédente.
Cette édition a vu toutes ses rencontres se disputer au Railway Stadium (en) et au Punjab Stadium de Lahore au Pakistan. C'est le club kirghize de Dordoi-Dynamo Naryn, tenant du trophée, qui remporte à nouveau le titre, après avoir battu en finale les Népalais de Mahendra Police Club. C'est le deuxième titre continental de l'histoire du club et sa troisième finale consécutive. À noter que les deux clubs se sont auparavant rencontrés en phase de poule; c'est déjà le club kirghize qui s'est largement imposé (3-0).
Lors de cette compétition, 15 rencontres ont été disputées et 66 buts marquées (soit 4,4 buts par match). Le meilleur buteur de la compétition fut le Sri Lankais Channa Ediri Bandanage avec 6 buts à son actif et le titre de meilleur joueur fut remis au gardien kirghize Valery Kashuba

## Participants
- Dordoi-Dynamo Naryn - Champion du Kirghizistan 2006
- Mahendra Police Club - Champion du Népal 2006-2007
- Tatung Football Club - Champion de Taipei chinois 2006
- Transport United - Champion du Bhoutan 2006
- Regar-TadAZ Tursunzoda - Champion du Tadjikistan 2006
- Ratnam SC - Champion du Sri Lanka 2006-2007
- Khemara Keila FC - Champion du Cambodge 2006
- Pakistan Army FC - Champion du Pakistan 2006-2007

## Phase de groupes
Toutes les équipes participantes sont réparties dans deux groupes de 4 équipes. 
Les deux premiers de chaque poule se qualifie pour les demi-finales.

### Groupe A
| Rang | Équipe                 | Pts | J | G | N | P | Bp | Bc | Diff |  | Résultats (▼ dom., ► ext.) |  |     |      |     |
| ---- | ---------------------- | --- | - | - | - | - | -- | -- | ---- |  | -------------------------- |  | --- | ---- | --- |
| 1    | Regar-TadAZ Tursunzoda | 9   | 3 | 3 | 0 | 0 | 16 | 1  | +15  |  | Regar-TadAZ Tursunzoda     |  | 1-0 | 13-0 | 2-1 |
| 2    | Ratnam SC              | 4   | 3 | 1 | 1 | 1 | 9  | 5  | +4   |  | Ratnam SC                  |  |     | 6-1  | 3-3 |
| 3    | Transport United       | 3   | 3 | 1 | 0 | 2 | 4  | 21 | -17  |  | Transport United           |  |     |      | 3-2 |
| 4    | Pakistan Army FC       | 1   | 3 | 0 | 1 | 2 | 6  | 8  | -2   |  | Pakistan Army FC           |  |     |      |     |

| 20 septembre 2007 | Pakistan Army FC                    | 3 – 3   | Ratnam SC                                        | Punjab Stadium, Lahore                            |                                                   |
| 20h15             | Draz 18e · Riaz 45+2e · Shabbir 58e | (2 - 3) | E. B. Channa 10e · Mohideen 13e · Jayasuriya 43e | Spectateurs : 4 000 Arbitrage : Abdulrahman Recho | Spectateurs : 4 000 Arbitrage : Abdulrahman Recho |
| 20h15             | rapport                             |         |                                                  | Spectateurs : 4 000 Arbitrage : Abdulrahman Recho | Spectateurs : 4 000 Arbitrage : Abdulrahman Recho |

| 20 septembre 2007 | Transport United | 0 – 13  | Regar-TadAZ Tursunzoda | Punjab Stadium, Lahore                    |                                           |
| 23h00             |                  | (0 - 5) | Makhmudov 18e · Makhmudov 28e · Abdullayev 35e · Rustamov 37e · Makhmudov 45+2e · Rustamov 54e · Makhmudov 61e · Abdullayev 63e · Umarbaev 66e · Barotov 74e · Makhmudov 76e · Kholbekov 80e · Rabimov 87e | Spectateurs : 300 Arbitrage : Sgt Win Cho | Spectateurs : 300 Arbitrage : Sgt Win Cho |
| 23h00             | rapport          |         | | Spectateurs : 300 Arbitrage : Sgt Win Cho | Spectateurs : 300 Arbitrage : Sgt Win Cho |

| 22 septembre 2007 | Regar-TadAZ Tursunzoda       | 2 – 1   | Pakistan Army FC | Punjab Stadium, Lahore                    |                                           |
| 19h30             | Abdullayev 65e · Hakimov 68e | (0 - 0) | Draz 73e         | Spectateurs : 800 Arbitrage : Kadhum Auda | Spectateurs : 800 Arbitrage : Kadhum Auda |
| 19h30             | rapport                      |         |                  | Spectateurs : 800 Arbitrage : Kadhum Auda | Spectateurs : 800 Arbitrage : Kadhum Auda |

| 22 septembre 2007 | Ratnam SC                                                                                                   | 6 – 1   | Transport United | Punjab Stadium, Lahore                          |                                                 |
| 22h15             | Mohideen 13e · E. B. Channa 17e · E. B. Channa 69e · E. B. Channa 73e · E. B. Channa 82e · E. B. Channa 90e | (2 - 1) | Gyeltshen 42e    | Spectateurs : 300 Arbitrage : Mukhtar Al Yarimi | Spectateurs : 300 Arbitrage : Mukhtar Al Yarimi |
| 22h15             | rapport |         |                  | Spectateurs : 300 Arbitrage : Mukhtar Al Yarimi | Spectateurs : 300 Arbitrage : Mukhtar Al Yarimi |

| 25 septembre 2007 | Transport United                   | 3 – 2   | Pakistan Army FC         | Punjab Stadium, Lahore                    |                                           |
| 12h00             | Dorji 5e · Jamtsho 27e · Dorji 74e | (2 - 1) | Shabbir 45e · Riaz 90+2e | Spectateurs : 200 Arbitrage : Kadhum Auda | Spectateurs : 200 Arbitrage : Kadhum Auda |
| 12h00             | rapport                            |         |                          | Spectateurs : 200 Arbitrage : Kadhum Auda | Spectateurs : 200 Arbitrage : Kadhum Auda |

| 25 septembre 2007 | Regar-TadAZ Tursunzoda | 1 – 0   | Ratnam SC | Railway Stadium, Lahore                        |                                                |
| 12h00             | Abdullayev 66e         | (0 - 0) |           | Spectateurs : 100 Arbitrage : Naser Al-Ghafary | Spectateurs : 100 Arbitrage : Naser Al-Ghafary |
| 12h00             | rapport                |         |           | Spectateurs : 100 Arbitrage : Naser Al-Ghafary | Spectateurs : 100 Arbitrage : Naser Al-Ghafary |

### Groupe B
| Rang | Équipe                  | Pts | J | G | N | P | Bp | Bc | Diff |  | Résultats (▼ dom., ► ext.) |  | Drapeau du Népal |     |     |
| ---- | ----------------------- | --- | - | - | - | - | -- | -- | ---- |  | -------------------------- |  | ---------------- | --- | --- |
| 1    | ' Dordoi-Dynamo NarynT' | 9   | 3 | 3 | 0 | 0 | 12 | 0  | +12  |  | ' Dordoi-Dynamo NarynT'    |  | 3-0              | 4-0 | 5-0 |
| 2    | Mahendra Police Club    | 4   | 3 | 1 | 1 | 1 | 6  | 7  | -1   |  | Mahendra Police Club       |  |                  | 6-4 | 0-0 |
| 3    | Khemara Keila FC        | 3   | 3 | 1 | 0 | 2 | 5  | 10 | -5   |  | Khemara Keila FC           |  |                  |     | 1-0 |
| 4    | Tatung Football Club    | 1   | 3 | 0 | 1 | 2 | 0  | 6  | -6   |  | Tatung Football Club       |  |                  |     |     |

| 21 septembre 2007 | Khemara Keila FC | 0 – 4   | Dordoi-Dynamo Naryn                                              | Punjab Stadium, Lahore                         |                                                |
| 19h30             |                  | (0 - 4) | Ishenbaev 14e · Krasnov 34e (pen.) · Ishenbaev 36e · Krasnov 39e | Spectateurs : 500 Arbitrage : Naser Al-Ghafary | Spectateurs : 500 Arbitrage : Naser Al-Ghafary |
| 19h30             | rapport          |         |                                                                  | Spectateurs : 500 Arbitrage : Naser Al-Ghafary | Spectateurs : 500 Arbitrage : Naser Al-Ghafary |

| 21 septembre 2007 | Mahendra Police Club | 0 – 0   | Tatung Football Club | Punjab Stadium, Lahore                    |                                           |
| 22h15             |                      | (0 - 0) |                      | Spectateurs : 500 Arbitrage : Vo Minh Tri | Spectateurs : 500 Arbitrage : Vo Minh Tri |
| 22h15             | rapport              |         |                      | Spectateurs : 500 Arbitrage : Vo Minh Tri | Spectateurs : 500 Arbitrage : Vo Minh Tri |

| 23 septembre 2007 | Tatung Football Club | 0 – 1   | Khemara Keila FC | Punjab Stadium, Lahore                    |                                           |
| 19h30             |                      | (0 - 1) | Sokumpheak 1re   | Spectateurs : 500 Arbitrage : Sgt Win Cho | Spectateurs : 500 Arbitrage : Sgt Win Cho |
| 19h30             | rapport              |         |                  | Spectateurs : 500 Arbitrage : Sgt Win Cho | Spectateurs : 500 Arbitrage : Sgt Win Cho |

| 23 septembre 2007 | Dordoi-Dynamo Naryn                      | 3 – 0   | Mahendra Police Club | Punjab Stadium, Lahore                    |                                           |
| 22h15             | Kudrenko 23e · Krasnov 33e · Krasnov 59e | (2 - 0) |                      | Spectateurs : 500 Arbitrage : Vo Minh Tri | Spectateurs : 500 Arbitrage : Vo Minh Tri |
| 22h15             | rapport                                  |         |                      | Spectateurs : 500 Arbitrage : Vo Minh Tri | Spectateurs : 500 Arbitrage : Vo Minh Tri |

| 25 septembre 2007 | Mahendra Police Club                                                      | 6 – 4   | Khemara Keila FC                                             | Punjab Stadium, Lahore                          |                                                 |
| 15h30             | Thapa 12e · Budhathoki 16e · Pandey 25e · Rai 30e · Thapa 79e · Arjun 85e | (4 - 1) | Loch 23e · Chet 68e (pen.) · Sokumpheak 70e · Sokumpheak 78e | Spectateurs : 200 Arbitrage : Abdulrahman Recho | Spectateurs : 200 Arbitrage : Abdulrahman Recho |
| 15h30             | rapport                                                                   |         |                                                              | Spectateurs : 200 Arbitrage : Abdulrahman Recho | Spectateurs : 200 Arbitrage : Abdulrahman Recho |

| 25 septembre 2007 | Tatung Football Club | 0 – 5   | Dordoi-Dynamo Naryn                                                        | Railway Stadium, Lahore                         |                                                 |
| 15h30             |                      | (0 - 2) | Muladjanov 11e · Kornilov 18e · Kornilov 63e · Kornilov 84e · Kornilov 89e | Spectateurs : 300 Arbitrage : Mukhtar Al Yarimi | Spectateurs : 300 Arbitrage : Mukhtar Al Yarimi |
| 15h30             | rapport              |         |                                                                            | Spectateurs : 300 Arbitrage : Mukhtar Al Yarimi | Spectateurs : 300 Arbitrage : Mukhtar Al Yarimi |

## Phase finale à élimination directe
|  | Demi-finales               | Demi-finales           |                      |       | Finale | Finale |
|  | Demi-finales               | Demi-finales           |                      |       | Finale | Finale |
|  |                            |                        |                      |       |        |        |
|  |                            |                        |                      |       |        |        |
|  |                            |                        |                      |       |        |        |
|  | Regar-TadAZ Tursunzoda     | 1                      |                      |       |        |        |
|  | Regar-TadAZ Tursunzoda     | 1                      |                      |       |        |        |
|  | Mahendra Police Club       | 2                      |                      |       |        |        |
|  | Mahendra Police Club       | 2                      | Mahendra Police Club | 1     |        |        |
|  |                            |                        | Mahendra Police Club | 1     |        |        |
|  |                            | Dordoi-Dynamo Naryn'T' | 2                    |       |        |        |
|  | Dordoi-Dynamo Naryn'T' tab | Dordoi-Dynamo Naryn'T' | 2                    | 1 (4) |        |        |
|  | Dordoi-Dynamo Naryn'T' tab |                        |                      | 1 (4) |        |        |
|  | Ratnam SC                  | 1 (3)                  |                      |       |        |        |
|  | Ratnam SC                  | 1 (3)                  |                      |       |        |        |

| Demi-finale             | Regar-TadAZ Tursunzoda | 1 – 2   | Mahendra Police Club       | Punjab Stadium, Lahore                    |                                           |
| 27 septembre 2007 19h30 | Rustamov 26e           | (1 - 1) | Rai 32e · Budhathoki 90+1e | Spectateurs : 500 Arbitrage : Vo Minh Tri | Spectateurs : 500 Arbitrage : Vo Minh Tri |
| 27 septembre 2007 19h30 | rapport                |         |                            | Spectateurs : 500 Arbitrage : Vo Minh Tri | Spectateurs : 500 Arbitrage : Vo Minh Tri |

| Demi-finale             | Dordoi-Dynamo Naryn | 1 – 1 (ap)     | Ratnam SC      | Punjab Stadium, Lahore                            |                                                   |
| 28 septembre 2007 19h30 | Tetteh 21e          | (1 - 1, 1 - 1) | Jayasuriya 44e | Spectateurs : 1 000 Arbitrage : Abdulrahman Recho | Spectateurs : 1 000 Arbitrage : Abdulrahman Recho |
| 28 septembre 2007 19h30 | rapport             |                |                | Spectateurs : 1 000 Arbitrage : Abdulrahman Recho | Spectateurs : 1 000 Arbitrage : Abdulrahman Recho |
| 28 septembre 2007 19h30 | Tirs au but 4 - 3   |                |                | Spectateurs : 1 000 Arbitrage : Abdulrahman Recho | Spectateurs : 1 000 Arbitrage : Abdulrahman Recho |

| Finale                  | Mahendra Police Club | 1 – 2   | Dordoi-Dynamo Naryn                | Punjab Stadium, Lahore                      |                                             |
| 30 septembre 2007 19h30 | Rai 90+2e (pen.)     | (0 - 1) | Ishenbaev 8e (pen.) · Kornilov 74e | Spectateurs : 2 000 Arbitrage : Kadhum Auda | Spectateurs : 2 000 Arbitrage : Kadhum Auda |
| 30 septembre 2007 19h30 | rapport              |         |                                    | Spectateurs : 2 000 Arbitrage : Kadhum Auda | Spectateurs : 2 000 Arbitrage : Kadhum Auda |

| MAHENDRA POLICE CLUB   |    |                   |       |     |
|                        |    |                   |       |     |
| G                      | 1  | Ritesh Thapa      |       |     |
| D                      | 3  | Rakesh Shrestha   |       |     |
| D                      | 5  | Dipendra Paudel   |       |     |
| D                      | 16 | Dipak Paudel      | 67e   |     |
| D                      | 26 | Rabin Shrestha    |       | 68e |
| M                      | 7  | Parbat Pandey     |       |     |
| M                      | 9  | Kunjan Shrestha   |       |     |
| M                      | 12 | Arjun Rijal       | 67e   |     |
| M                      | 15 | Anant Thapa       |       |     |
| A                      | 10 | Ramesh Budhathoki |       | 46e |
| A                      | 18 | Ju Manu Rai       | 90+3e |     |
| Remplaçants :          |    |                   |       |     |
| D                      | 6  | Ganesh Budhathoki |       | 68e |
| M                      | 25 | Roshan Karki      |       | 46e |
| Entraineur :           |    |                   |       |     |
| Birat Krishna Shrestha |    |                   |       |     |

| DORDOI-DYNAMO NARYN |    |                   |       |     |
|                     |    |                   |       |     |
| G                   | 16 | Valery Kashuba    |       |     |
| D                   | 3  | Talant Samsaliev  | 64e   |     |
| D                   | 4  | Ruslan Sydykov    |       |     |
| D                   | 20 | Igor Kudrenko     |       |     |
| M                   | 5  | Sergey Knyazev    | 90+3e |     |
| M                   | 7  | Aibek Bokoev      |       | 68e |
| M                   | 8  | Valery Berezovsky |       |     |
| M                   | 11 | Azamat Ishenbaev  |       | 81e |
| M                   | 18 | Vadim Kharchenko  |       |     |
| A                   | 15 | Andrey Krasnov    |       | 54e |
| A                   | 22 | David Tetteh      |       |     |
| Remplaçants :       |    |                   |       |     |
| A                   | 9  | Roman Kornilov    |       | 54e |
| M                   | 13 | Davron Askarov    |       | 68e |
| M                   | 17 | Marlen Kasymov    |       | 81e |
| Entraineur :        |    |                   |       |     |
| Boris Podkorytov    |    |                   |       |     |

| ---------------------- Arbitres assistants : Md. Abdul Sarker Jeffrey Goh |